# Рангелл, Йохан
Йохан Вильгельм (Юкка) Рангелл (фин. Johan Wilhelm Rangell; 25 октября 1894, Хаухо, Великое княжество Финляндское — 12 марта 1982, Хельсинки, Финляндия) — государственный и политический деятель Финляндии, спортивный функционер; член Национальной прогрессивной партии.

## Биография
По образованию юрист, окончил Императорский Александровский университет, сделал карьеру в Банке Финляндии. Активно участвовал в продвижении Хельсинки для проведения летних Олимпийских игр 1940, после того как Международный олимпийский комитет отменил решение о проведении Олимпиады 1940 в Токио. После избрания Ристо Рюти президентом Финляндии 19 декабря 1940 года, последний назначил Рангелла премьер-министром. В качестве премьера Рангелл занимался главным образом вопросами экономики, внешнеполитические и военные вопросы решали президент Р. Рюти, главнокомандующий Карл Густав Эмиль Маннергейм и министр иностранных дел Рольф Виттинг.
В феврале 1946 году был осуждён на 6 лет лишения свободы по обвинению в военных преступлениях, а амнистирован в 1949 году. После освобождения политикой не занимался. С 1961 по 1963 годы работал в Олимпийском комитете Финляндии и до 1967 года в Международном Олимпийском комитете.
Скончался в столице Финляндии Хельсинки в начале 1982 года.